# Melanoromintho barbiellinii
Melanoromintho barbiellinii är en tvåvingeart som beskrevs av Townsend 1935. Melanoromintho barbiellinii ingår i släktet Melanoromintho och familjen parasitflugor. Inga underarter finns listade i Catalogue of Life.